# 新民歌運動
新民歌運動（英語：Nueva canción，直译为“新的歌謠”）是1970年代—1980年代在伊比利亚美洲和伊比利亚半岛興起的一個民間運動與音樂類型，以民間音樂，受到民族音樂啟發而創作的音樂，與社會關懷及生活相關的音樂為主。它在葡萄牙、西班牙與使用西語系和葡語系的伊比利美洲，形成了一個獨特的世代。

## 歷史
新民歌運動的先驅，是1960年代，在智利出現的「智利新歌謠」（The Chilean New Song）運動。